# Tempus
Das Tempus (lateinisch „Zeitspanne, Zeit“, Plural Tempora) ist eine grammatische Kategorie, die in vielen Sprachen am Verb markiert wird und dann zur Flexion (Formenbildung, Konjugation) der Verben beiträgt. Ihre Bedeutung ist definiert worden als „der grammatisierte Ausdruck von Lokalisierung in der Zeit“ (Bernard Comrie).
Als grammatische Kategorie ist das Tempus zu unterscheiden von den Mitteln, die der Wortschatz einer Sprache zur Verfügung stellt, um über die Zeit und Zeitverhältnisse zu reden, z. B. Zeitadverbien. Auch Sprachen, die kein Tempus im grammatischen Sinn aufweisen (z. B. Chinesisch, Indonesisch), ermöglichen in der Regel mit anderen Mitteln Angaben über dieselben grundlegenden Zeitverhältnisse (sie tun dies aber weit weniger, da nur grammatisches Tempus obligatorisch ist). Die vom Tempus ausgedrückten Zeitbeziehungen werden typischerweise relativ zur aktuellen Sprechsituation verankert; insoweit handelt es sich beim Tempus um eine deiktische Kategorie. Damit gleicht die Bedeutung des Tempus der von Zeitadverbien wie „gestern“ oder „jetzt“ (deren Bedeutung vom Sprechzeitpunkt abhängt), im Gegensatz zu absoluten Zeitangaben wie „im Jahr 2000“.
Die Kategorie Tempus besteht aus einem System von Unterkategorien, deren Anzahl je nach Sprache (und auch je nach Beschreibungsansatz) unterschiedlich ausfällt. Die wichtigsten Kategorien beruhen auf der Unterscheidung von Vergangenheit, Gegenwart und Zukunft. Da die Kategorie Tempus der Grammatik angehört, wogegen es sich bei Vergangenheit oder Zukunft um sprachunabhängige Vorstellungen handelt, ist jeweils gesondert zu fragen, welche Entsprechungen zwischen grammatischer Form und Bedeutung bestehen – zum Beispiel, wie sich die Form Präsens zum Begriff der Gegenwart im Einzelnen verhält.
Tempus ist gegen die Nachbarkategorien Aspekt, Modus und Modalität abzugrenzen; die grammatische Formenbildung und die Interpretation zeigen jedoch Kombinationen, Übergänge und Wechselbeziehungen zwischen diesen Kategorien. Diese Zusammenhänge führen dazu, dass Tempus, Aspekt und Modus, vor allem in der Sprachtypologie, oft auch als eine übergeordnete Kategorie der Verbflexion zusammengenommen werden („TAM-“ oder „TMA-System“). Eine häufig benutzte verkürzte Definition ist, dass das Tempus die Beziehung zwischen der Sprechzeit und der Zeit des vom Verb ausgedrückten Ereignisses angibt – doch bereits dies gilt in sprachwissenschaftlichen Modellen des Tempus nicht direkt, sondern ergibt sich aus dem Zusammenwirken von Tempus und Aspekt.

## Tempus als grammatische Kategorie

### Grammatische Kategorie und Bedeutung
Viele grammatische Kategorien, so wie Tempus, aber auch Person, Numerus und andere, verbinden Form und Bedeutung; die Bedeutungsseite ist hierbei weniger differenziert als bei Elementen des Wortschatzes (lexikalischen Elementen), sondern mehr schematischer Art. Die Tempusbedeutung wird hier vorläufig verstanden als die Einordnung der Situation, die in einem Satz beschrieben wird, in die Gegenwart, Vergangenheit oder Zukunft relativ zum Sprechzeitpunkt. (Genaueres weiter unten im Abschnitt #Bedeutung des Tempus).
In einer Sprache, die Tempus nicht als grammatische Kategorie besitzt, müssen Begriffe für Zeitverhältnisse deswegen nicht fehlen, aber Zeitverhältnisse könnten dann nur durch lexikalische Elemente wie etwa verschiedene Zeitadverbiale („gestern / dieses Jahr“ etc.) ausgedrückt werden – oder Zeitverhältnisse wären vom Hörer nur zu erschließen. Im Sprachvergleich kann die Kategorie Tempus also daran identifiziert werden, dass der genannte Bedeutungstyp jeweils durch grammatische Mittel ausgedrückt wird. Dies ist in erster Linie morphologischer Ausdruck durch Affixe (meist Endungen) am Verb. Eine weitere Möglichkeit sind Hilfsverbkonstruktionen; diese können auch gleichwertige Funktion zu morphologischem Ausdruck haben.
Kennzeichen dafür, dass Tempus eine grammatische Kategorie ist, auch wenn es sich vielleicht um selbständige Wörter handelt, sind Produktivität und Obligatorik der Form: Tempusmarkierung ist vollständig produktiv, betrifft also alle Verben einer Sprache, sie hängt nicht von einzelnen Verbklassen oder Verbbedeutungen ab (das Aussehen der Tempusmarkierung kann sich aber je nach Verbklasse unterscheiden). Wenn eine Sprache Tempusflexion an Verben hat, dann ist es auch obligatorisch, ein Verb für eine Tempusform zu kennzeichnen, auch dann, wenn eine Zeitangabe schon unabhängig vorliegt:
- „Wir sind doch erst gestern einkaufen gewesen.“

In Sprachen wie dem Deutschen, die finite und infinite Verbformen unterscheiden, ist die Tempusflexion überall dort erforderlich, wo eine finite Verbform erforderlich ist. Gegebenenfalls fungiert die Gegenwarts-Form (Präsens) als neutrale („unmarkierte“) Form, z. B. wenn bei allgemeingültigen Sätzen keine besondere zeitliche Einordnung gewünscht ist.

### Tempus und die Konjugation des Verbs („Zeitformen“)
Unter der Konjugation versteht man die Abwandlung einer Verbform je nach ihren grammatischen Merkmalen. Eine Darstellung, die diese Formen nach ihren Merkmalen ordnet, oft in Tabellenform, ergibt das Paradigma eines Verbs. In jeder einzelnen Verbform treffen dann Tempusmerkmale mit anderen Merkmalen zusammen, zum Beispiel:
- (du) lob-te-st

lob-(indikativ)-präteritum-2.pers.sg.
In dieser Perspektive geht es wohlgemerkt um Tempus als grammatisches Merkmal (Flexionsmerkmal), die Bedeutung dieser Formen ist getrennt davon zu untersuchen.
Das Lateinische, das die traditionelle Grammatikschreibung stark beeinflusst hat, verfügt über sehr komplexe Wortformen und damit Paradigmen. Wie in der nachfolgenden Tabelle zu sehen, werden dabei manche Merkmale getrennt angezeigt, häufig liegen aber mehrere Merkmale in einer Endung „aufgehäuft“ (kumuliert) vor (nachfolgend durch Verbindung mit einem Punkt „.“ symbolisiert, trennbare Markierungen durch Bindestrich). Der Ausschnitt des lateinischen Verbparadigmas für die Kategorie Tempus stellt sich wie folgt dar (für die Formen der 1. Person Singular im Aktiv):
| Zeitform               | Indikativ                  | Konjunktiv                      |
| ---------------------- | -------------------------- | ------------------------------- |
| Präsens                | laud-o ...-1sg             | laud-e-m ...-konj.präs-1sg      |
| Imperfekt              | lauda-ba-m ...-ipf-1sg     | lauda-re-m ...-konj.ipf-1sg     |
| Futur                  | lauda-b-o ...-fut-1sg      | —                               |
| Perfekt                | laudav-i ...-perf.1sg      | laudav-eri-m ...-konj.perf-1sg  |
| Plusquamperfekt        | laudav-era-m ...-pqpf-1sg  | laudav-isse-m ...-konj.pqpf-1sg |
| Futur II (Futur exakt) | laudav-er-o ...-futexc-1sg | —                               |

Zeitformen des Deutschen werden traditionell oft in direkter Analogie dazu gegliedert (hier für die dritte Person Singular, zur besseren Unterscheidung Konjunktiv-Indikativ):
| Zeitform        | Indikativ         | Konjunktiv           |
| --------------- | ----------------- | -------------------- |
| Präsens         | lob-t             | lob-e                |
| Präteritum      | lob-te            | lob-te / würde loben |
| Futur           | wird loben        | werde loben          |
| Perfekt         | ha-t gelobt       | hab-e gelobt         |
| Plusquamperfekt | hat-te gelobt     | hät-te gelobt        |
| Futur II        | wird gelobt haben | werde gelobt haben   |

Anstelle der kompakten Wortformen des Lateinischen werden hier also ganze Konstruktionen aus mehreren Wörtern als Zeitformen angesetzt („periphrastische Konjugation“), aber weiterhin dieselben 6 Zeitstufen unterschieden. Präteritum, Perfekt und Plusquamperfekt erscheinen so beispielsweise als drei gleichberechtigte Vergangenheitstempora nebeneinander. Diese Darstellung ist die traditionell vorherrschende, vor allem in der Schulgrammatik. In der Sprachwissenschaft ist für das System des Deutschen jedoch eine Alternative gängig. Denn in den Formen des Hilfsverbs haben lassen sich seinerseits Konjugationsformen für Präsens, Präteritum, Futur identifizieren: habe, hatte, wird haben. Dies führt auf die Auffassung, dass nur diese Wortformen des Hilfsverbs als Zeitformen gelten sollten, in diesem Fall dann als Zeitformen der Perfektkonstruktion. Man unterscheidet dann stets nur:
| Zeitform (des Vollverbs) | Indikativ  | Konjunktiv  |
| ------------------------ | ---------- | ----------- |
| Präsens                  | lob-t      | lob-e       |
| Präteritum               | lob-te     | lob-te      |
| Futur                    | wird loben | werde loben |

| Zeitform (des Perfekts) | Indikativ         | Konjunktiv         |
| ----------------------- | ----------------- | ------------------ |
| Präsens des Perfekts    | ha-t gelobt       | hab-e gelobt       |
| Präteritum des Perfekts | hat-te gelobt     | hät-te gelobt      |
| Futur des Perfekts      | wird gelobt haben | werde gelobt haben |

Im Gegensatz zur ersten Aufstellung erklärt diese zweite Darstellung unmittelbar, warum zwar das „Perfekt“ einen Infinitiv hat (gelobt zu haben), das Plusquamperfekt jedoch nicht: Es handelt sich sowieso nie um den Infinitiv einer Zeitform, sondern das Hilfsverb haben wird wie jedes Verb konjugiert, besitzt also auch einen Infinitiv, der aber außerhalb der Reihe der finiten Zeitformen steht.
Eine solche zweistufige Betrachtungsweise ist auch schon unter den Grammatikern der Antike erwogen worden. So bezeichnete bereits der lateinische Grammatiker Marcus Terentius Varro die obige Serie laudavi / laudaveram / laudavero als die Gegenwart, Vergangenheit bzw. Zukunft zum „Perfectum“ des Verbs (parallel zur gleichartigen Serie des „Infectum“, woraus sich dann die Zeiten Präsens, Imperfekt, Futur ergeben). Diese Einteilung hat aber weniger Einfluss ausgeübt.

## Tempus in den Sprachen der Welt

### Häufigkeit tempusmarkierender Sprachen
Eine besonders typische Unterscheidung ist die zwischen Gegenwarts- und Vergangenheitstempus; hierbei ist in der Regel die Vergangenheitsform markiert, die Form für die Gegenwart unmarkiert. In der Stichprobe des World Atlas of Language Structures (WALS) existiert in der Mehrzahl der Sprachen (nämlich 134 von 222, also etwa 60 %) ein Vergangenheits-Tempus, knapp 40 % der Sprachen zeigen also keine derartige Kategorie.
Ebenfalls nach der Stichprobe von WALS zeigen im Vergleich etwas weniger Sprachen eine Flexionsform des Futur-Tempus (nämlich knapp die Hälfte: 110 von 222 Sprachen). (Es gilt allerdings als schwierig zu entscheiden, welche Fälle von mehr umschreibenden Techniken des Zukunftsbezuges auch noch unter Tempus zu rechnen wären).
53 der 222 Sprachen der WALS-Stichprobe haben weder Vergangenheits- noch Futurtempus.

### Tempustragende Wortarten
Tempus wird oft als eine Kategorie des Verbs beschrieben. Es gibt jedoch in geringem Umfang Fälle, bei denen auch andere Wortarten die Tempusmarkierung des Satzes tragen.

#### Verben, Hilfsverben und verbnahe Partikeln
Der bekannteste und typischste Fall von Tempusmarkierungen sind morphologische Abwandlungen des Verbs, also Wortformen des Verbs im engeren Sinn. Hilfsverben, die nur Tempus bezeichnen, können auch dazu gruppiert werden, insofern als es sich auch um rein grammatische Elemente handelt.
Im Deutschen kommen drei Typen von Tempusmarkierung im Zusammenhang mit Verben vor: Suffixe (Endungen), Stammveränderung (u. a. durch Ablaut) und Hilfsverben. Das Zeichen für die Vergangenheit (Präteritum) ist im Deutschen meistens ein Suffix:
```
(du) 
lach-te-st

     lach-
prät-2sg
```

Suffixe sind im Sprachvergleich der häufigste Typ, in der WALS-Stichprobe etwa viermal so häufig wie Präfixe. Das folgende Beispiel mit Präfix stammt aus der afrikanischen Sprache Anywa (oder Anuak) (Nilotisch):
```
Dimó   ā-rúBó           kī  tìí

Dimo 
prät
-aufreihen.
apass
 
obl
 Perlen
„Dimo reihte Perlen auf.“
```

Ablaut findet sich im Deutschen bei den sogenannten starken Verben, hier steckt die Vergangenheitsform im Wortstamm und nur die Personalendung erscheint extra:
```
(du) 
sprach-st

  sprech.
prät-2sg
```

Die Stichprobe von WALS deutet darauf hin, dass es womöglich keine Sprachen gibt, die nur Ablaut oder ähnliche Arten der Stammveränderung benutzen. Auch im Deutschen ist dies nicht die „regelmäßige“ Form.
Eine andere Art von ganzheitlicher Abwandlung des Verbs, die dann auch systematisch benutzt wird, ist jedoch die Markierung durch Töne in Tonsprachen, oft allerdings zusammen mit Affixen. Ein Beispiel aus der afrikanischen Sprache Suma (Gbaya-Untergruppe der Niger-Kongo-Sprachen):
```
fè
 „sterben“ (neutrale Form: tiefer Ton)

fé
 „sterbe“ (Präsens: hoher Ton)

fēē
 „starb“ (Vergangenheit: mittlerer Ton, zusätzliche Endung)
```

Das Futur des Deutschen wird durch das Hilfsverb „werden“ markiert – regulär erscheint dieses allerdings nicht im Infinitiv, wenn es das Futur ausdrückt (ebenso wie andere Tempora an das finite Verb gekoppelt sind):
```
(du) 
wirst sprech-en

    
fut-2sg
 sprech-
inf
```

Dieser Unterschied zwischen Präteritum und Futur im Deutschen scheint durchaus typisch, d. h. Futur ist im Sprachvergleich häufiger durch Hilfsverbkonstruktionen markiert als Präteritum (die Abgrenzung zwischen Futur und anderen Kategorien ist allerdings auch schwieriger).
Für isolierende Sprachen ist es kennzeichnend, dass grammatische Markierungen sich generell wie eigene Wörter ausnehmen. Unveränderliche Wörter, die separat zum Verb ein Tempus bezeichnen, werden dann oft auch als Partikeln bezeichnet, wenn nicht genau feststellbar ist, ob es sich um Hilfsverben handeln könnte. Auch Sprachen anderen Typs können Tempus-Partikeln aufweisen, die mit dem Verb zusammen stehen. Ein Beispiel einer Sprache, die sogar das Präsens mit einer eigenen Partikel markiert, ist die papuanische Sprache Loniu:
```
yo lɛʔi  tɔ    ehe

1sg präs  
stativ
 hinlegen
„Ich lege mich hin.“
```

#### Konjunktionen
Im Irischen wurde das Vergangenheitstempus in früheren Sprachstufen durch eine Partikel vor dem Verb markiert. Im heutigen Irisch erscheint sie nur noch vor Vokal, ansonsten ändert nur das Verb seine Form. Bei Sätzen in der Vergangenheit drückt jedoch auch eine nebensatzeinleitende Konjunktion die Tempusunterscheidung aus. Konjunktionen markieren nur Vergangenheitstempus, anders als das irische Verb haben sie keine Futurform.
- Die Konjunktion go „dass“ leitet Nebensätze ein, die im Präsens oder, wie hier, im Futur stehen:

```
Deir      sé 
go
   dtóg-faidh  sé an peann.
sagen.
präs
 er dass nehmen-
fut
  er 
def
 Stift
„Er sagt, dass er den Stift nehmen wird.“
```

Diese Konjunktion erscheint im Präteritum in der Form gur:
```
Deir      sé 
gur
      thóg        sé an peann.
sagen.
präs
 er dass-
prät
 nehmen.
prät
 er 
def
 Stift
„Er sagt, dass er den Stift genommen hat.“
```

- Ebenso erscheint z. B. die Konjunktion mara „wenn...nicht“ im Präteritum in den Formen murar / marar:[18]

```
Murar
          chaill         sí  é,      ghoid       sé  é.
wenn.nicht-
prät
 verlieren.
prät
 sie 
3sg.m.
obj
 stehlen.
prät
 er 
3sg.m.obj

„Wenn sie es nicht verloren hat, dann hat er es gestohlen.“
```

#### Nominale Wortarten
Ein Phänomen, das zwar selten ist, aber in mehreren Sprachen unabhängig gefunden wurde, ist Tempusmarkierung an Subjektpronomen, Substantiva oder Artikeln.
Das folgende Beispiel für ein tempusmarkiertes Pronomen stammt aus der afrikanischen Sprache Yag-Dii (Niger-Kongo-Sprachen):
```
Yɔghó  míń     lúú     sʉ'ʉ.
morgen 
1sg.fut
 weggehen 
perf

„Morgen werde ich weggehen.“
```

Die Form „1sg.fut“ ist also ein Pronomen der ersten Person in einer speziellen Form für Sätze im Futur. Solche Beispiele erinnern oberflächlich an Konstruktionen des Englischen, in denen eine Futurmarkierung sich an ein Subjektpronomen anlehnt; in diesem Fall handelt es sich jedoch nicht um eine Tempusflexion des Pronomens, sondern nur um eine lautlich reduzierte Form des Futur-Hilfsverbs, die sich an das Subjekt dementsprechend nur lautlich anlehnt (ein Klitikon):
- I'll be alright. / It'll be alright / There'll be no problem / John'll be alright.

Ein Beispiel für ein Tempusaffix (kein Klitikon) an einem Substantiv im Satz findet sich in der südamerikanischen Sprache Sirionó (Tupí-Guaraní-Sprachen):
```
 Ési-ke   óso  ñá   ií-ra.
Frau-
prät
 gehen nahe Wasser-
loc

„Die Frau ging ans Wasser.“
```

Hierbei ist zu beachten, dass die Bedeutung dieser Tempusformen tatsächlich in der zeitlichen Einordnung der Satzbedeutung besteht, wie bei verbalen Tempusmarkierungen (ansonsten könnte man sich vorstellen, dass eine Vergangenheitsform am Substantiv die zeitliche Einordnung einer Eigenschaft der Person angibt, wie „seine frühere Ehefrau“; diese Bedeutung liegt hier nicht vor). Gerade weil das Tempus sich auf den Satz als ganzen bezieht, wird es im Prinzip möglich, es an verschiedenen Wörtern des Satzes anzubringen. (Auch wenn die obigen Beispiele als exotischer Fall erscheinen, ist auf die Analogie hinzuweisen, dass im Deutschen zwar nicht das Tempus, aber die Verneinung des Satzes an einem Artikel markiert werden kann: „Man muss kein Auto haben“ = „Es ist nicht so, dass man ein Auto haben muss.“)

### Unterteilungen im Tempussystem
Das Tempus einer Sprache kann aus einer unterschiedlichen Anzahl von Unterkategorien bestehen. Wie bereits in einem früheren Abschnitt anhand des Deutschen zu sehen war, kann manchmal – etwa für das deutsche Perfekt „hat gelobt“ – die Frage entstehen, ob es sich um eine eigene Tempus-Form handelt oder um eine Form, die ein Tempus selbst nur trägt (also hier: „haben“ mit einer Präsensform). Letzterer Fall wird dann oft als ein Aspekt bezeichnet statt als ein Tempus. Viele andere traditionell aufgeführte „Zeiten“ wie Imperfekt und Plusquamperfekt fallen ebenfalls unter die Rubrik des Aspekts oder sind zumindest temporale Unterkategorien, die durch Kombination mit einem Aspekt entstehen. – Siehe hierfür weiter unten den Abschnitt zur Kombination von Tempus und Aspekt.
Es gibt andere Formen einer Unterteilung des Tempussystems, die eindeutig nur Tempus-Kategorien betreffen, nämlich Unterscheidungen nach der zeitlichen Distanz. Einfachere Tempussysteme unterscheiden keine Distanz: In einem dreiteiligen System mit Vergangenheit – Gegenwart – Zukunft ist es für die Wahl der Form egal, wie weit in der Vergangenheit eine Situation angesiedelt ist. Es gibt aber Sprachen, die feinere Unterteilungen je nach zeitlicher Distanz vornehmen. In der Stichprobe des WALS sind dies etwa 20 % der Sprachen. Solche Unterteilungen können im Prinzip den Bereich der Vergangenheit und den der Zukunft betreffen, sind für die Vergangenheit aber häufiger.
Die häufigste Unterscheidung von dieser Art ist zwischen einer vergangenen Zeit desselben Tages und einer Vergangenheit vor dem Heute. Eine Sprache, deren Vergangenheitsformen nur eine solche Zweiteilung enthalten, ist Ancash Quechua:
- Limatam aywarquu

„Ich bin nach Lima gefahren (heute).“
- Limatam aywarqaa

„Ich bin nach Lima gefahren (gestern oder noch früher).“
Mehr Unterscheidungen sind möglich. Außergewöhnlich reich ist das System in der peruanischen Indianersprache Yagua, wo fünf Stufen der Vergangenheit durch Verbformen unterschieden werden: 1. heute, 2. gestern, 3. höchstens vor einem Monat, 4. höchstens vor einem Jahr, 5. vor etlichen Jahren oder in legendenhafter Zeit.
Zeitliche Distanzunterscheidungen können mehr objektiver oder mehr subjektiver Natur sein. In Sprachen mit einem strikten, objektiven System können mit einer Verbform nur solche Zeitadverbiale gebraucht werden, die dem zeitlichen Rahmen der Tempusbedeutung genau entsprechen. Daneben gibt es auch Systeme, die unscharf zwischen naher und ferner Vergangenheit unterscheiden, je nachdem, ob der Sprecher eine subjektive Empfindung von Nähe oder Ferne der Situation ausdrücken möchte. In solch einem Fall können mit jeder der Tempusformen beliebige Zeitadverbiale mit genaueren Zeitangaben verbunden werden.

## Bedeutung des Tempus

### Zum Verhältnis zwischen Zeitform und Tempusbedeutung
Die morphologische Einteilung der (Verb-)Formen und die Kategorien der zeitlichen Interpretation können in verschiedenen Weisen auseinanderlaufen. Daher ist zwischen dem Tempus als grammatischer Form und als Bedeutung zu unterscheiden. Die Dudengrammatik empfiehlt, die aus der lateinischen Grammatik übernommenen Bezeichnungen im Deutschen nur „als reine Namen (zu) verstehen“, noch nicht als Einteilung der Funktionen.
So wird im Deutschen die Zukunft tatsächlich mehr durch die grammatische Form des Präsens als durch die grammatische Form des Futur I ausgedrückt; gleichwohl gilt das Präsens prototypisch als Gegenwarts- und das Futur I als Zukunftsform. Darüber hinaus wird auch die Zeit in Erzähltexten in verschiedener Hinsicht anders ausgedrückt als im normalen Tempusgebrauch, zum Beispiel kann dann ein Präsens in einer Erzählung über die Vergangenheit erscheinen (historisches Präsens). Gewisse Verwendungen einzelner Tempora können auch Bedeutungen ohne Zeitbezug haben (siehe unter dem Stichwort Atemporalität).
Die nachfolgende Darstellung der temporalen Bedeutung bezieht sich also zunächst auf die „typischen“ Verwendungen. Für Besonderheiten im Gebrauch von Zeitformen siehe die Spezialartikel zu Präteritum, Präsens, Futur.

### Grundlagen: Situationszeit und Betrachtzeit
Die Existenz von Tempusformen wie Präteritum, Präsens oder Futur hat damit zu tun, dass eine Situation, die in einem Satz beschrieben wird, in der Vergangenheit, Gegenwart bzw. Zukunft eingeordnet werden kann. Zunächst wird für diese Einordnung ein Bezugspunkt in der Zeit benötigt, relativ zu dem etwas vergangen, gegenwärtig oder zukünftig ist. Die direkteste Möglichkeit ist, diese Einteilung an dem Zeitpunkt auszurichten, an dem die Aussage geäußert wird (im Folgenden „Sprechzeit“). Dann ergibt sich ein Fall von Deixis, also Abhängigkeit einer sprachlichen Bedeutung von der aktuellen Äußerungssituation. Die Bedeutung der normalen Tempusformen ist meist deiktisch. Es gibt aber auch den Fall, dass mit sprachlichen Mitteln ein anderer Bezugspunkt in der Zeit eingeführt wird, dies wird dann als ein Relativtempus bezeichnet; siehe hierzu den eigenen Abschnitt weiter unten.
Es ist zwar letztlich so, dass in einem Satz eine Einordnung von Ereignissen und anderen Situationen in Vergangenheit, Gegenwart oder Zukunft stattfindet, doch die Rolle des grammatischen Tempus im Satz ist nur eine Komponente hiervon. Das Tempus selbst redet nicht über Ereignisse, sondern nur über Zeiten. Da der Zusammenhang zwischen Tempus und Situation somit indirekt ist, benötigen sprachwissenschaftliche Modelle für temporale Aussagen nicht nur die bisher genannten zwei Parameter Sprechzeit und Situation, sondern drei Parameter:
1. Sprechzeit: die deiktische Verankerung der Zeitverhältnisse.
2. Situationszeit: die zeitliche Lage der beschriebenen Situation (Ereignisse, Zustände oder andere Sachverhalte).
3. Betrachtzeit: die Zeit, auf die sich das Tempus bezieht = die Zeit, über die gesprochen wird.

Die klassische Arbeit, in der der dritte Parameter eingeführt wird, stammt von Hans Reichenbach (1947) (dort heißt er „reference time“, Referenzzeit; die Bezeichnung „Betrachtzeit“ stammt von Bäuerle 1979). Die Darstellung dieses Abschnitts orientiert sich überwiegend an der jüngeren Version dieser Idee in Klein (1994). Dort wird die Betrachtzeit „Topik-Zeit“ genannt, da sie sich wie ein grammatisches Topik verhält (also eine im Kontext gegebene Information).
Die Unterscheidung zwischen Situationszeit und Betrachtzeit ist also wesentlich für die Definition dessen, was die Tempusbedeutung innerhalb des Satzes beiträgt, und was sie im Vergleich zu benachbarten Kategorien leistet:
Tempus
Tempus bezeichnet das Verhältnis zwischen Sprechzeit und Betrachtzeit:
Vergangenheitstempus: Es wird eine Zeit betrachtet, die früher als die Sprechzeit liegt.
Gegenwartstempus:  Es wird eine Zeit betrachtet, die sich mit der Sprechzeit überschneidet.
Zukunftstempus: Es wird eine Zeit betrachtet, die später als die Sprechzeit liegt.
Aspekt
Aspekt bezeichnet das Verhältnis zwischen Betrachtzeit und Situation:
Unvollendeter Aspekt: Die Betrachtzeit fällt auf ein Intervall innerhalb der laufenden Situationszeit.
Vollendeter Aspekt: Die Betrachtzeit enthält die gesamte Situationszeit.
(Je nach Theorie kann auch ein Relativtempus wie Perfekt und Prospektiv hier eingeordnet werden, siehe unten im Abschnitt #Die Abgrenzung zwischen Tempus, Aspekt und Relativtempus).
Die genannten „Zeiten“ sind stets als Zeitintervalle zu verstehen. Dies ist parallel dazu, dass auch die meisten Ereignisse eine Laufzeit haben, die eine gewisse Ausdehnung besitzt. Es wird zwar anerkannt, dass es auch punktuelle Situationen gibt, aber ein Zeitpunkt wird dann als der Grenzfall eines Intervalls erfasst, nämlich ein Intervall, das nicht unterteilt werden kann.
Die entscheidende Beobachtung, die zu einem solchen dreigliedrigen Modell der temporalen Bedeutung führt, besteht darin, dass im Gebrauch der Tempusformen eine kontextuell gegebene „in Rede stehende Zeit“ im Mittelpunkt steht, die sich mit der zeitlichen Lage der betreffenden Situation nicht decken muss. Dies fällt unter anderem dann auf, wenn es um Zustände geht, die sehr lange anhalten.
- „Man fand John in der Badewanne. Er war tot.“

Die Situationszeit des Zustands „John ist tot“ dauert mit Sicherheit bis in die Gegenwart an. Dies spielt für die Wahl des Tempus aber keine Rolle, denn betrachtet wird eine vergangene Zeit, zu der zunächst John entdeckt wird, und zu dieser Zeit trifft das Totsein auch zu. Die Betrachtzeit liegt also innerhalb der Situationszeit von „tot“ und dieser Ausschnitt liegt vollständig vor der Sprechzeit, nur letzteres ist entscheidend für die Tempuswahl. Die Betrachtzeit deckt sich außerdem mit der Situationszeit des Auffindens. Eine derartige Deckungsgleichheit mit der Zeit eines Ereignisses ist möglich, aber eben nicht die einzige Möglichkeit.
Ein berühmtes Beispiel von Partee (1973) illustriert den Punkt auf andere Weise (um die Behandlung des deutschen Perfekts zu umgehen, orientiere man sich am Präteritum des englischen Originals):
- „I didn’t turn off the stove!“ (Dt.: „Ich habe den Herd nicht ausgemacht!“)

Dieser englische Satz muss so gedeutet werden, dass dem Sprecher ein vergangener Zeitpunkt vor Augen tritt, an dem der Herd hätte ausgemacht werden müssen, aber nicht ausgemacht wurde. Die Verneinung in der Aussage bezieht sich nicht global auf „die Vergangenheit“ (etwa: „In der Vergangenheit gab es (überhaupt) keine Situation des Ausschaltens“, dies wäre zu stark), sondern es wird ein bestimmter Zeitpunkt der Betrachtung angesetzt, der im Äußerungskontext als einziger relevant ist.
Schließlich ist deutlich, dass Erscheinungen wie das Plusquamperfekt einen dritten Parameter erfordern: Diese Form bezeichnet eine Situation, die in einer „Vor-Vergangenheit“ liegt. Auf die Frage, vor was diese liegt, ergibt sich die Antwort, dass dieser Bezugspunkt eine eigenständige Betrachtzeit sein muss, die ihrerseits in der Vergangenheit liegt:
- „Als ich zur Party kam / Um neun Uhr

... war Maria schon gegangen.“
Die Betrachtzeit wird durch die anwesenden Zeitadverbiale gesetzt (u. a. der Temporalsatz „als ich kam“ mit Präteritum), somit liegt die betrachtete Zeit irgendwo in der Vergangenheit. Diese betrachtete Zeit ist aber nicht die, zu der das beschriebene Ereignis abläuft (Marias Weggang), sondern das Ereignis liegt in einer noch früheren Vergangenheit.
Die alternativen Zeitadverbiale des obigen Beispiels zeigen außerdem, dass die Betrachtzeit nicht immer der Zeit eines anderen Ereignisses entsprechen muss (hier: „als ich kam“), sondern auch rein zeitlicher Natur sein kann, wie etwa eine Uhrzeitangabe („neun Uhr“). Hieran zeigt sich, dass Zeiten als eigene Gegenstände aufzufassen sind, über die geredet wird. – Mehr zu dieser Art von Konstruktion findet sich unten im Abschnitt über das Relativtempus.

### Progression der Betrachtzeit im Text
Wenn ein Text eine Abfolge von Ereignissen berichtet, muss die Betrachtzeit schrittweise mitgeführt werden, es ergibt sich also eine Progression, ein Voranschreiten, der Betrachtzeit in Texten, die Handlungsabläufe darstellen. Die Leser/Hörer eines Textes müssen erschließen können, welche Zeiten als dieselben und welche Zeiten als nacheinander zu identifizieren sind. Eine Faustregel (mit Ausnahmen) ist hierbei, dass die Nennung eines Zustands an die bisher bestehende Betrachtzeit angeschlossen wird, dass aber die Nennung eines (abgeschlossenen) neuen Ereignisses die Betrachtzeit im Text einen Schritt vorrückt (nachfolgend symbolisiert durch t1, t2 etc.):
- (t1): Ich blickte in das Zimmer.
- (t1): Ein Mann lag reglos auf dem Boden.
- (t1): Er schien Japaner oder Chinese zu sein.
- (t1): Eine Frau stand über ihn gebeugt.
- (t1): Sie versuchte gerade, die Geldbörse des Mannes aus seiner Tasche zu bekommen.
- (t2): Sie bemerkte mich,
- (t3): und drehte sich zu mir um...

(t1 < t2 < t3; alle vor der Sprechzeit, daher Präteritum.) Die Beibehaltung von t1 in den ersten Sätzen ist genau der Effekt, der diese Zeit als ein Topik (eingeführter Redegegenstand) erscheinen lässt, parallel zu „ein Mann“, der auch ein eingeführtes Individuum ist, auf das man sich wiederholt bezieht.
Die Analyse der Zeitbeziehungen in Texten lässt sich allerdings nicht vollständig auf der Ebene des Tempus darstellen, entscheidend wird hierfür die Komponente des Aspekts. Dies zeigt sich bereits in der Formulierung „Sie versuchte gerade...“, die ein unabgeschlossenes Ereignis (im Progressiv) beschreibt, im Gegensatz zu „Sie bemerkte mich“.

### Abhängiges Tempus
In Nebensätzen können sich Interpretationen ergeben, in denen Tempusformen nicht ihre sonst anzutreffende, deiktische Bedeutung haben. Die grammatischen Regeln solcher Fälle werden auch als Consecutio temporum, deutsch „Zeitenfolge“, bezeichnet. Diese Regeln zur Verwendung der Tempusformen in abhängigen Sätzen unterscheiden sich dabei von Sprache zu Sprache.
Das Phänomen zeigt sich zum Beispiel an Unterschieden zwischen Deutsch und Englisch in Nebensätzen nach Verben des Sagens oder der Einstellung:
- a) John said that Mary was pregnant.
- b) John said that Mary is pregnant.
- b') Hans sagte, dass Maria schwanger ist.

Wenn die Schwangerschaft zu derselben vergangenen Zeit besteht, zu der Johns Aussage gemacht wurde, wird im Englischen a) benutzt. Die Interpretation des Präteritums im Nebensatz richtet sich nach der Betrachtzeit des Hauptsatzes. Im Deutschen ist jedoch hierfür unter anderem auch b') im Präsens möglich (im Russischen wäre ein Präsens sogar die einzige Möglichkeit). Dessen englische Entsprechung b) ist hingegen eingeschränkter: Sie erfordert, dass die Schwangerschaft auch zur Sprechzeit des Satzes noch besteht – das Präsens in b) ist also deiktisch. Das deutsche Präsens in b') kann jedoch statt deiktischer Gegenwart die bloße Gleichzeitigkeit mit der Betrachtzeit von „sagte“ bezeichnen. (Abgesehen davon kann im Deutschen der Bezug auf die reale Gegenwart ausgeschlossen werden, indem Konjunktiv verwendet wird).

## Die Abgrenzung zwischen Tempus, Aspekt und Relativtempus
Die grammatischen Kategorien Aspekt und Tempus sind sehr stark ineinander verwoben. Dies führt zu Abgrenzungsproblemen und zu Fragen, welche Zeitformen überhaupt als „Tempus“ bezeichnet werden sollten. Ein besonders schwieriger Fall ist hierbei das Perfekt. Sprachwissenschaftliche Analysen unterscheiden sich auch darin, in welche Komponenten solche komplexen Formen zerlegt werden.

### Tempus und (im-/)perfektiver Aspekt
Die Unterscheidung zwischen Tempus und Aspekt ist relativ klar, solange es sich um die typischen Aspektkategorien „vollendet / unvollendet“ (perfektiv / imperfektiv) handelt. Nach der oben gegebenen Definition betrachtet das Tempus eine bestimmte Zeit, der Aspekt gibt die Lage der Situation relativ zu dieser Betrachtzeit an. Der imperfektive Aspekt zeichnet sich dann dadurch aus, dass er die Situation nicht vollständig enthält bzw. betrachtet. Im Englischen hat die Verlaufsform die Funktion eines imperfektiven Aspekts, hier sieht man die Trennung zwischen Aspekt und Tempus deutlich: Die Verlaufsform entspricht der Kombination zwischen Hilfsverb „sein“ als solchem (hier: aux) und einer „Partizip“-Form des Hauptverbs; das Tempus der Vergangenheit (prät) entspricht einem Merkmal an der finiten Form des Hilfsverbs:
```
They were       playing     ball.

3pl  aux.prät.3pl
 spielen-
part
 Ball.
„Sie waren beim Ballspielen.“
```

Im Französischen kann die Konjugationsform des Imparfait (ipf, Imperfekt) dieselbe Bedeutung ausdrücken:
```
Ils jouai-ent      aux     balles.

3pl
 spielen.
ipf-3pl
 an.
def
.pl
 Ball-
pl
.
„Sie waren beim Ballspielen.“
```

Das Imparfait könnte hierbei auch als präteritum.imperfektiv wiedergegeben werden, die Form kombiniert demnach zwei verschiedene Merkmale. Derartige Formen werden dennoch häufig salopp als „Zeiten“ – im Sinne von „Zeitform“ – bezeichnet (auch im Englischen, wo die Verlaufsform gelegentlich continuous tense genannt wird).
In solchen Fällen sind also Wechselbeziehungen zwischen Tempus und Aspekt als zwei verschiedenen Kategorien zu beschreiben, d. h. in diesem Fall in Kombination. Zu beobachten sind auch Unvereinbarkeiten: Beispielsweise kann in den meisten Interpretationen ein vollständiges Ereignis (perfektiver Aspekt) nicht auf die Gegenwart bezogen werden (vielleicht, weil das Jetzt relativ punktuell ist). In vielen Sprachen, die Tempus nicht eigens bezeichnen, weicht die Interpretation einer perfektiven Form daher auf einen Vergangenheitsbezug oder auf einen Zukunftsbezug aus. Die Tempusbedeutung wäre dann also eine erschlossene oder konventionelle Bedeutung, die weiterhin vom Aspekt trennbar ist.

### Relativtempus als Tempus oder Aspekt
Das Phänomen des Relativtempus bildet einen Übergangsbereich zwischen Tempus und Aspekt und ist unterschiedlich analysiert worden. Zunächst ist allerdings der Begriff des Relativtempus auch mehrdeutig:
1. In manchen Arbeiten wird jede Art von Angabe einer zeitlichen Relation als „Relativtempus“ bezeichnet, auch die Bedeutung von Partizipien in der Angabe von relativer Vorzeitigkeit oder Gleichzeitigkeit.[43] Partizipien sind jedoch nicht finit, teilweise sogar der Kategorie nach Adjektive, und haben keinen deiktischen Bezug. In anderen Quellen erscheinen solche Konstruktionen daher nicht unter der Rubrik (Relativ-)Tempus, und es wird enger definiert: „Tempus bezeichnet deiktische Zeitrelationen.“[44]
2. Abhängiges Tempus in Konstruktionen, die speziellen Regeln der Zeitenfolge / Consecutio temporum unterliegen, wird manchmal als Relativtempus bezeichnet, dies bezieht sich dann auf die Bedeutung als relative Nachzeitigkeit, Gleichzeitigkeit etc. zum Haupttempus. Hier liegt aber keine speziell „relative“ Verbform vor.
3. Relativtempus im engen Sinn sind spezielle Verbformen, die eine Situation nicht deiktisch, sondern an einer anderweitig gegebenen Zeit verankern, und dann selbst nochmals deiktisch verankert werden können.

Der dritte Typ, um den es im Folgenden genauer geht, führt zu unterschiedlichen Analysen. In einer Deutung wird er direkt als Aspekt eingestuft, gestützt auf die Definition, dass Aspekt eine Beziehung zwischen Situationszeit und Betrachtzeit ist. Neben perfektiv/imperfektiv werden dann auch Abfolgen hinzugenommen:
- Imperfektiv = Betrachtzeit innerhalb Situationszeit
- Perfektiv = Betrachtzeit umfasst ganze Situationszeit
- Relative Vergangenheit = Perfekt = Betrachtzeit vollständig nach Situationszeit
- Relative Zukunft = Prospektiv = Betrachtzeit vollständig vor Situationszeit

Ein Beispiel für relative Vergangenheit ist das Plusquamperfekt, wie in dem Satz „Um 9 Uhr, als ich zur Party kam, war Maria schon gegangen“. Marias Weggang liegt hier außerhalb der Betrachtzeit (fixiert durch die Zeitadverbiale) und weiter in der Vergangenheit. Daher ist von der Betrachtzeit aus ein Rückgriff nötig, der sich auf die Zeit einer Situation richtet. Dieser Rückgriff kann nun als eine zusätzliche Komponente analysiert werden, die der Kategorie Aspekt angehört, aufgrund der parallelen Formulierungen in der obigen Liste. Das Tempus des Plusquamperfekts (Hilfsverb „war“) ist also Präteritum, sein Aspekt ist ein „Perfekt“ (im Sinne von „Rückgriff“). Dieses Modell der Relativtempora wird z. B. von Klein (1994) vertreten. Es ist parallel zu den Verhältnissen gebaut, die schon in einem früheren Abschnitt zur grammatischen Zerlegung der Perfekt-Formen besprochen wurden.

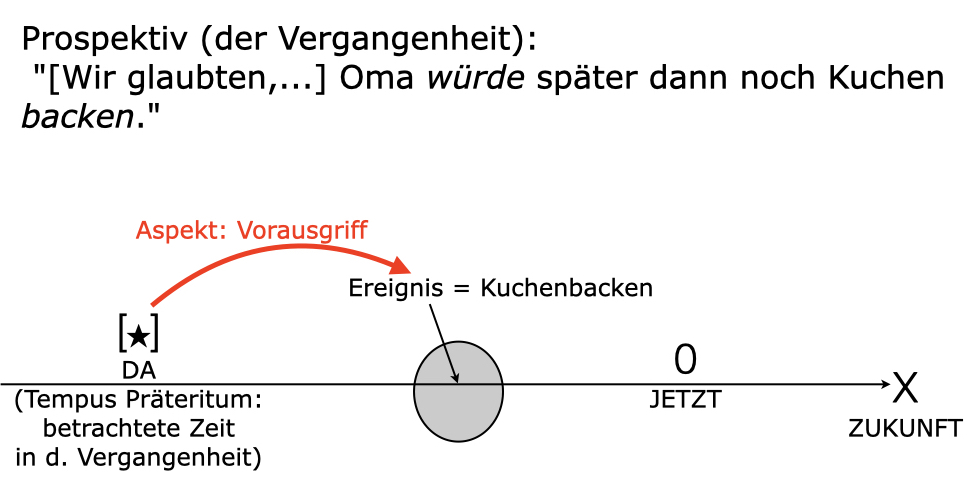
Prospektiv: Zeitlicher Vorgriff aus einer Betrachtzeit der Vergangenheit

Ein Prospektiv ist der spiegelbildliche Fall hierzu, z. B. die englische Konstruktion „He is / was going to play.“ Die Hilfsverbkonstruktion „be going to“ leistet den Zugriff auf eine künftige Situation; diese Konstruktion kann dann durch ein Tempus im Ganzen an unterschiedlichen Betrachtzeiten verankert werden. (Für weitere Beispieldiskussion siehe den verlinkten Artikel).
Diese Analyse setzt also eine Trennbarkeit zwischen Tempus und Aspekt als wesentlich an und benutzt zur Verankerung der Relativtempora direkt die unabhängig erforderliche Betrachtzeit. Andere Darstellungen von „Relativtempora“ neigen zu einem holistischeren Ansatz und stellen sie als Zeitformen in eine Reihe neben dem deiktischen Tempus. Entsprechend ist bei ihrer Verankerung oftmals von einer speziellen „Orientierungszeit“ die Rede, die eher als eine Verschiebung der Sprechzeit dargestellt wird oder als ein Begriff, der die Bezugszeit für diesen Typ auf andere Weise verschiebt. Es stellt sich also die Frage, ob die Bezugszeit der Relativtempora tatsächlich in den Systemen aller Sprachen als die „Topik-Zeit“ des Kontexts identifiziert werden kann.
Einigkeit besteht vielfach darin, dass im Bereich des Perfekts Phänomene mit einer Sonderrolle auftreten dürften. Zunächst könnte das Perfekt durchgängig als ein Relativtempus beschrieben werden, das einen zeitlichen Rückgriff ausdrückt und sich als ganzes an einer Betrachtzeit festmachen lässt, als Perfekt im Präsens, im Präteritum (= Plusquamperfekt) und im Futur (= Futur II / Futur exakt). Alle weiteren Phänomene in der Interpretation des Perfekts sollten sich dann als pragmatische Schlussfolgerungen im Kontext ergeben. Andererseits wird eingeräumt, dass das Präsens-Perfekt von diesem regelmäßigen Bild öfters abzuweichen scheint, dass also eine Analyse als einfaches Relativtempus für Plusquamperfekt und Futur II plausibler ist als für das Präsensperfekt. Die mit letzterem teilweise verbundenen Spezialbedeutungen wie „erweitertes Jetzt“, „existenzielles Perfekt“ etc. werden von vielen Autoren als Grund genommen, es den anderen Tempora als selbständige Kategorie gegenüberzustellen. Speziell für das deutsche Perfekt ist zu sagen, dass es vermutlich eine Zwischenstellung zwischen Aspekt und Tempus einnimmt bzw. sich in einer Entwicklung von einer aspektuellen hin zu einer Tempusbedeutung befindet. Siehe hierzu die Hauptartikel zum Perfekt und Perfekt im Deutschen.

## Tempus, Modus und Modalität
Unter Modalität versteht man eine inhaltliche Kategorie, die vor allem Begriffe von Möglichkeit und Notwendigkeit umfasst. Der Modus ist dagegen eine grammatische Kategorie; sie kann inhaltliche Interpretationen haben, die Begriffe der Modalität erfordern.
Wechselbeziehungen zwischen Tempus und Modalität können darin bestehen, dass eine Tempuskategorie modale Nebenbedeutungen aufweist oder von Modalität nur unscharf abgegrenzt werden kann, oder dass umgekehrt eine Moduskategorie Interpretationen aufweist, die temporale Bedeutungen einschließen.
In beiden Fällen ist es das Futurtempus, das die größte Nähe zur Modalität besitzt. Bei Aussagen über die Zukunft gibt es eine Diskussion, ob sie nicht – im Gegensatz zur Vergangenheit – generell ein Element von Modalität haben müssen, da die Zukunft unbekannt ist. Es wird aber auch argumentiert, dass es eine rein temporale Interpretation des Futurs geben müsse, zum Beispiel in reinen Voraussagen, die anders als modale Aussagen keinen Bezug auf Alternativen andeuten. Es scheint auch möglich, dass sich manche modalen (Neben-)Bedeutungen erst nachträglich aus der Bedeutung eines Futurtempus entwickeln (etwa die Bedeutung einer gegenwärtigen Vermutung „Es wird (wohl) so sein“ aus einer Futurbedeutung „Es wird sich herausstellen, dass es so ist“).

### Futur mit modalen Nebenbedeutungen
Futurtempus wird öfters mit Hilfsverben markiert, und diese entstehen typischerweise durch Grammatikalisierung aus einer bestimmten Gruppe von Verbbedeutungen:
- Bewegungsverben, die ursprünglich eine zukünftige Zeit als metaphorisches Ziel einer Bewegung, bzw. dann Veränderung, einführen,
- Modalverben oder modale Konstruktionen, die ursprünglich (a) Absicht oder (b) Verpflichtung bezeichnen.

Dementsprechend kann eine ursprüngliche modale Bedeutung weiterhin in einer Futurmarkierung eine Rolle spielen. Beispielsweise gibt es im Englischen die Wahl zwischen den Hilfsverben will und shall; hierbei wird shall (etymologisch verwandt mit dt. „sollen“) benutzt, wenn es um eine zukünftige Verpflichtung geht (z. B. in Verträgen). Dass will (verwandt mit dt. „wollen“) eine Nebenbedeutung von Absicht haben kann, zeigt sich u. a. daran, dass es nicht in Fragesätzen der ersten Person benutzt wird; als Erklärung hierfür wird genannt, dass sonst der widersinnige Sachverhalt angedeutet würde, dass der Sprecher seine eigenen Absichten erfragt: Shall (??will) I pick you up at seven?

### Zukunft und Irrealis
Manche Sprachen unterscheiden ihre Verbformen vor allem entlang den Modi Realis und Irrealis. Hierbei ist der Realis eine „Wirklichkeitsform“ und der Irrealis deckt die übrigen Bezüge ab, die dadurch allesamt als „nichtwirklich“ eingestuft werden. In solchen Sprachen wird der Bezug auf Zukünftiges regelmäßig dem Irrealis zugeordnet. Von einem Irrealis ist jedoch sinnvollerweise nur dann die Rede, wenn zusätzlich andere Interpretationen eingeschlossen werden, nämlich vor allem wenn Zukunft und kontrafaktische Aussagen zusammengefasst werden. (Eine kontrafaktische Aussage bezieht sich auf vorgestellte Alternativen zur tatsächlich bekannten Vergangenheit oder Gegenwart).
Hier wird sichtbar, dass Tempus und Modus zusammen einen Bereich kartieren, in dem den Kategorien sowohl zeitliche als auch modale Koordinaten gegeben werden können: Neben Aussagen über tatsächlich vergangene oder gegenwärtige Zeiten sowie Voraussagen über die Zukunft – und somit realen Aussagen – stehen nicht-reale Aussagen, die aber auch temporal eingeordnet sind, nämlich Aussagen über Alternativen zur Vergangenheit, Vermutungen über die Gegenwart und modal eingefärbte Aussagen über die potenzielle Zukunft. (Beim Konjunktiv des Deutschen wird zwischen einem sogenannten Konjunktiv Präsens und einem Konjunktiv Präteritum unterschieden, hier liegt der Unterschied aber tatsächlich mehr in verschiedenen modalen Bedeutungen als in einer temporalen Unterscheidung.)
Oftmals wird es aber so sein, dass Sprachen, bei denen Aussagen über die Zukunft als Irrealis codiert werden – wenn ein Irrealis im vollumfänglichen Sinn vorliegt –, eher als Sprachen ohne Tempussystem zu betrachtet wären. Der Zeitbezug  entstünde in solchen Fällen als speziellere Interpretation einer andersartigen, also modalen, Kategorie.